# 8681 Burs
8681 Burs este un asteroid din centura principală de asteroizi.

## Descriere
8681 Burs este un asteroid din centura principală de asteroizi. A fost descoperit pe 2 martie 1992 la Observatorul La Silla în cadrul programului UESAC. El prezintă o orbită caracterizată de o semiaxă mare de 3,05 ua, o excentricitate de 0,17 și o înclinație de 2,6° în raport cu ecliptica.